# Gabriel García Narezo
Gabriel García Narezo (n. Barcelona; 16 de septiembre de 1916 - México) fue un poeta, fotógrafo y editor español, hijo del pintor, editor y escritor Gabriel García Maroto y de la mexicana Amelia Narezo Dragonné.
En Madrid se casó con Carmen Rodríguez Galán, con quien emigró a México, país en el que procrearon tres hijos: Amelia García Rodríguez, química, traductora y artista textil, Sara García Rodríguez (finada) y Manuel García Rodríguez, diseñador gráfico, escritor y fotógrafo.

## Biografía
Fue poeta y durante la Guerra Civil, comisario político de las brigadas XII y XIII. Imprimió entonces la obra de teatro político ¡Hacia la victoria! (¿Valencia?: Subcomisariado de Propaganda, 1937). En el exilio mexicano, al que pudo llegar en 1947 tras sufrir cárcel en España, publicó diversos poemarios, a la par que se convertía en un importante dirigente del PCE. Obtuvo el prestigioso premio de poesía castellana Juan Boscán de 1967, así como el Olímpico de poesía de la XIX Olimpíada (México, 1968) con Para despertar a los hombres que duerman. Fue el primer ganador del Premio Nacional de Poesía Carlos Pellicer con su libro Oráculo de sombras en 1977. Colaboró en las publicaciones mexicanas Novedades (1958) y Nivel (1973) y publicó y tradujo para la editorial Novaro de México diversas biografías, enciclopedias y textos divulgativos para los jóvenes.

## Obras
- ¡Hacia la victoria! (¿Valencia?: Subcomisariado de Propaganda, 1937), teatro.
- Desde esta orilla, México: Ediciones Nuestro Tiempo, 1956.
- De donde nace el sueño.	Barcelona, Instituto Catalán de Cultura Hispánica, 1969
- Oráculo de sombra, Cárdenas, Tabasco: Ayuntamiento y Casa de la Cultura, 1978
- Aurora encadenada: poemas españoles de ira y esperanza México: Talleres Gráficos de Librería, 1955.
- Verse espejo. La Paz, B. C. Sur (México): Gobierno del Estado de Baja California Sur, Secretaría de Bienestar Social, Dirección de Cultura, [1989]
- Para decir en voz baja. México, Gráficas Menhir, 1968.
- Para despertar a los hombres que duerman. [México] Finisterre [1970]
- Palabra y vida. México, Editorial Luz, [1958]
- Con Ceferino Palencia, Cuentos del país de las nieves: cuentos populares rusos México : Renacimiento, 1962.
- El arte árabe español. México: Editorial Patria, 1953.
- Minerales México: Organización Editorial Novaro, ©1975.
- Peces  México, D. F.: Organización Editorial Novaro, 1974.
- Geografía de México México: Organización Editorial Novaro, 1975.
- Animales feroces México: Organización Editorial Novaro, 1976.
- Mariposas, México: Organización Novaro, 1976.
- Las regiones Árticas y sus animales México: Novaro, 1973.
- Historia de México México : Novaro, 1975.
- Diccionario enciclopédico Novaro México: Organización Editorial Novaro, 1973.
- Diccionario escolar Novaro enciclopédico México: Novaro, 1977.
- Con Gabriel García Maroto, 31 expresiones plásticas de José García Narezo, y ocho juicios acerca de su arte. México, 1943.
- Leyendas indígenas americanas... Versión literaria de César Pérez de Francisco, Gabriel García Narezo, Juan Manuel Sapiña. México, 1965.